# 江木鰐水
江木 鰐水（えぎ がくすい、1811年1月16日（文化7年12月22日） - 1881年（明治14年）10月8日）は、江戸時代後期から明治期の備後福山藩（現広島県）の儒学者、洋学者、開港論者。

## 生涯
藩校誠之館教授・医者・備後福山藩儒官。名は□（ゆき）字は晋戈（しんか）。通称は繁太郎。号は健斎・三鹿斎。文化7年12月22日（1811年1月16日）安芸国豊田郡戸野村(現広島県東広島市河内町戸野)の庄屋福原与曽八（藤右衛門貞章）の三男として生まれる。
文化12年（1815年）6歳のとき父を亡くす。福山藩医・五十川菽斎(いかがわしゅくさい)および篠崎小竹に師事。福山藩医・江木玄朴の家を継ぎ江木を名乗るも、医術を好まず。文政8年(1825年)ころ儒医・野坂完山に師事。
天保元年（1830年）京都に出て頼山陽に師事し儒学を学ぶ。山陽没後、天保4年（1833年）大坂で篠崎小竹に師事し儒学を修める。天保6年（1835年）江戸で古賀侗庵(こがとうあん)に師事。また清水赤城に長沼流兵法を学ぶ。
天保8年（1837年）福山藩主・阿部正弘に抜擢され藩校の講書となり、のち天保12年（1841年）福山藩儒官となる。
弘化2年（1845年）阿部正弘が老中になると、政治顧問となる。安政2年（1855年）福山誠之館が創られ兵学を講義。この頃より長沼流は時勢に合わぬとの考えから、訳書からの独学による西洋兵学を講義し、兵制の改革を建白した。安政4年（1857年）阿部正弘の没後は、阿部正教・阿部正方・阿部正桓の3代に仕えた。
元治元年（1864年）と慶応元年（1865年）の長州征討に出陣し、明治元年（1868年）の戊辰戦争では箱館戦争にも参加、参謀となる。維新後は福山の治山治水・殖産に尽力。明治10年（1877年）一家をあげて東京に移った後、明治14年（1881年）10月8日に死去、享年72。
著書に「山陽行状」「孫子註」「仰高芳蹟」「客窓漫録」などがある。

## 子孫
子に江木高遠、江木保男（安政3年5月生）、江木松四郎（同年11月生）らがいる。
保男（1856年 - 1898年）は中江兆民が開いた仏学塾から司法省訳官を経て三井物産に在籍、1878年のパリ万国博覧会に出向き、郵便報知新聞社に博覧会記事を寄稿したのをはじめ、明治13年（1880）には米国よりソーラーカメラ、写真引伸器械を輸入して写真業を始め、日本の写真撮影術の先覚者となった。1883年にはアムステルダム国際植民地貿易博覧会（en:International Colonial and Export Exhibition）に出張して海外の商業事情を視察し、明治17年（1884）にはサンフランシスコで写真術を学んできた弟の松四郎とともに神田淡路町に江木写真店を開設、のちに新橋にも支店を構えた。政府の内命を受けてシベリアや欧州で日本食品の売り込み交渉にも当たったほか、米国、中国、朝鮮にも足を運び海外事情に通じた貿易商としても知られた。父・鰐水の門人で官僚の鶴田皓の娘・蝶子と結婚し、長男・江木定男をもうけたが蝶子が早世したため、愛媛県知事の関新平の娘・悦子（関場不二彦元妻）と再婚した。
定男（1886年 - 1922年）は一高から東京帝大に進学し、在学中の1907年に継母・悦子の妹である万世（ませ）と結婚し、娘の妙子（猪谷善一妻）と、江木文彦（生活評論家）・江木武彦の双子の男児をもうけた。万世は美貌の誉れ高く（切手にもなった鏑木清方の美人画「築地明石町」のモデルを41歳で務めた）、定男は衣食に贅沢で書画骨董に親しみ、弁舌爽やかで機智に富み、華やかで誰からも好かれる人物で、実家の経済力を背景に豊かな結婚生活を送った。大学卒業後定男は農商務省官吏となり、サンフランシスコ万国博覧会の日本館監督の一人として1年間滞米して帰国したが、健康を害し35歳で早世した。妙子の娘が日本初の国際女優・谷洋子である。

## エピソード
幕末に「黒船」と呼ばれた米艦隊を率いて来航したペリー提督らの様子を記した文書が、広島県福山市の県立歴史博物館に残っている。鰐水の手紙を写したものと推定され、ペリーの穏やかな物腰や乗組員がおどけて踊る様子、黒船の大砲や消防ポンプなどが描写されている。
これは福山市の旧家・窪田家から同博物館に寄託されていた文書で、50ページほどのうち16ページにペリーらに関する記載がある。江木が友人の儒学者に送った手紙を、その弟子で医師の窪田次郎が書き写し、窪田家に残されたものとされている。1854年（嘉永7）年2月13日、ペリーが2度目に来航した際、軍学が専門の江木は一行の応接係だった奉行の家臣という名目で、同26日、横浜の応接所で一行と面会した。江戸幕府老中で福山藩主の阿部正弘の命を受け、応接係に随行したとみられる。
江木は「彼理（ペリー）ハ深沈トシテ 二度程笑ヒテ黙々トシテ居タリ 音色モ温ナリ」と、ペリーが物静かで、態度も穏やかだったと記述。副官（参謀長）のアダムスについては「軽率ニ見エ終始笑ヒテ」と記し、ペリーとは逆に良くない印象だったとみられる。また、ペリーらに日本食を出したところ、吸い物は好まなかったが、塩をかけたカキや卵、菓子を好み、余興の力士による相撲を珍しがったという。
同29日に江木らは、旗艦ポーハタン号に乗船。酒食をもてなされたが、あまり口に合わず、乗組員が顔に墨を塗って踊るのを見せられ「拙キ事ナリ」と酷評した。しかし、そうした娯楽の拙さは、軍備に力を入れているからではないかと米国への恐れも述べている。